# Tedania
Tedania is een geslacht van sponsdieren uit de klasse van de Demospongiae (gewone sponzen).
De wetenschappelijke naam van het geslacht werd voor het eerst geldig gepubliceerd door John Edward Gray in 1867.

## Soorten
- Tedania (Tedania) anhelans (Vio in Olivi, 1792)
- Tedania (Tedania) aspera (Bowerbank, 1875)
- Tedania (Tedania) assabensis Keller, 1891
- Tedania (Tedania) battershilli Bergquist & Fromont, 1988
- Tedania (Tedania) bispinata Hentschel, 1911
- Tedania (Tedania) brasiliensis Mothes, Hajdu & van Soest, 2000
- Tedania (Tedania) brevispiculata Thiele, 1903
- Tedania (Tedania) brondstedi Burton, 1936
- Tedania (Tedania) commixta Ridley & Dendy, 1886
- Tedania (Tedania) conica Baer, 1906
- Tedania (Tedania) connectens (Brøndsted, 1924)
- Tedania (Tedania) coralliophila Thiele, 1903
- Tedania (Tedania) dieita
- Tedania (Tedania) dirhaphis Hentschel, 1912
- Tedania (Tedania) diversirhaphidiophora Brøndsted, 1924
- Tedania (Tedania) elegans (Lendenfeld, 1888)
- Tedania (Tedania) fibrosa Ridley & Dendy, 1887
- Tedania (Tedania) flexistrongyla Koltun, 1959
- Tedania (Tedania) fragilis Baer, 1906
- Tedania (Tedania) fragilis Lambe, 1895
- Tedania (Tedania) galapagensis Desqueyroux-Faúndez & van Soest, 1996
- Tedania (Tedania) ignis (Duchassaing & Michelotti, 1864)
- Tedania (Tedania) inermis Hentschel, 1911
- Tedania (Tedania) kagalaskai Lehnert, Stone & Heimler, 2006
- Tedania (Tedania) klausi Wulff, 2006
- Tedania (Tedania) lanceta Koltun, 1964
- Tedania (Tedania) levigotylota Hoshino, 1981
- Tedania (Tedania) macrodactyla (Lamarck, 1814)
- Tedania (Tedania) maeandrica Thiele, 1903
- Tedania (Tedania) murdochi Topsent, 1913
- Tedania (Tedania) obscurata (De Laubenfels, 1930)
- Tedania (Tedania) oligostyla de Laubenfels, 1954
- Tedania (Tedania) pacifica de Laubenfels, 1954
- Tedania (Tedania) palola Hoshino, 1981
- Tedania (Tedania) panis (Selenka, 1867)
- Tedania (Tedania) pilarriosae Cristobo, 2002
- Tedania (Tedania) placentaeformis Brøndsted, 1924
- Tedania (Tedania) polytyla Hentschel, 1911
- Tedania (Tedania) purpurescens Bergquist & Fromont, 1988
- Tedania (Tedania) reticulata Thiele, 1903
- Tedania (Tedania) rhoi Sim & Lee, 1998
- Tedania (Tedania) rubicunda Lendenfeld, 1888
- Tedania (Tedania) rudis (Bowerbank, 1875)
- Tedania (Tedania) sansibarensis Baer, 1906
- Tedania (Tedania) scotiae Stephens, 1915
- Tedania (Tedania) spinostylota Bergquist & Fromont, 1988
- Tedania (Tedania) strongyla Li, 1986
- Tedania (Tedania) strongylostyla Kennedy & Hooper, 2000
- Tedania (Tedania) stylonychaeta Lévi, 1963
- Tedania (Tedania) suctoria (Schmidt, 1870)
- Tedania (Tedania) tepitootehenuaensis Desqueyroux-Faúndez, 1990
- Tedania (Tedania) trirhaphis Koltun, 1964
- Tedania (Tedania) tubulifera Lévi, 1963
- Tedania (Tedania) urgorrii Cristobo, 2002
- Tedania (Tedania) verrucosa Carter, 1886
- Tedania (Tedania) vulcani Lendenfeld, 1897
- Tedania (Tedania) livida Goodwin, Jones, Neely & Brickle, 2014
- Tedania (Tedaniopsis) aurantiaca Goodwin, Brewin & Brickle, 2012
- Tedania (Tedaniopsis) charcoti Topsent, 1907
- Tedania (Tedaniopsis) cristagalli Dendy, 1924
- Tedania (Tedaniopsis) gracilis Hentschel, 1914
- Tedania (Tedaniopsis) infundibuliformis Ridley & Dendy, 1886
- Tedania (Tedaniopsis) massa Ridley & Dendy, 1886
- Tedania (Tedaniopsis) oxeata Topsent, 1916
- Tedania (Tedaniopsis) phacellina Topsent, 1912
- Tedania (Tedaniopsis) sarai Bertolino, Schejter, Calcinai, Cerrano & Bremec, 2007
- Tedania (Tedaniopsis) tantula (Kirkpatrick, 1907)
- Tedania (Tedaniopsis) tenuicapitata Ridley, 1881
- Tedania (Tedaniopsis) turbinata (Dendy, 1924)
- Tedania (Tedaniopsis) vanhoeffeni Hentschel, 1914
- Tedania (Tedaniopsis) wellsae Goodwin, Brewin & Brickle, 2012
- Tedania (Trachytedania) biraphidora (Boury-Esnault, 1973)
- Tedania (Trachytedania) echinata (Hope, 1889)
- Tedania (Trachytedania) ferrolensis (Cristobo & Urgorri, 2001)
- Tedania (Trachytedania) gurjanovae Koltun, 1958
- Tedania (Trachytedania) microrhaphidophora Burton, 1935
- Tedania (Trachytedania) mucosa Thiele, 1905
- Tedania (Trachytedania) patagonica (Ridley & Dendy, 1886)
- Tedania (Trachytedania) spinata (Ridley, 1881)
- Tedania (Trachytedania) toxicalis de Laubenfels, 1930
- Tedania armata Sarà, 1978
- Tedania chevreuxi Topsent, 1891
- Tedania rubra Lendenfeld, 1888
- Tedania sasuensis Kim & Sim, 2005
- Tedania songakensis Kim & Sim, 2005